# Yahoo!ズバリ予想
Yahoo!ズバリ予想（ヤフー!ずばりよそう）とは、かつてYahoo! JAPANが運営していたサービス。

## 概要
2007年8月1日開始。サービスを利用するにはYahoo!JAPANのIDが必要。
「ヨソポ」(＝予想ポイント)と呼ばれる点数を使い、スポーツの競技結果・為替や日経平均株価の終値・テレビ番組の視聴率等を予想し、的中数やヨソポ数を競う。予想問題はユーザーが作成する機能はなく、全て運営スタッフによって作成される。
2013年3月24日をもって新規予想の出題を停止し、4月24日に全てのサービスが終了した。

## 特徴・システム
ユーザーはある事柄に対し実際にそうなると思う選択肢にヨソポを賭け、予想が的中すればオッズに応じたヨソポがゲットでき、外れれば没収される。ヨソポは1日1回、トップページの「ヨソポをゲット」ボタンをクリックすることでもらえるが、ヨソポを他の金品に交換したり、他の金品からヨソポに交換することはできない。反映は午前3時から午前5時頃に行われる。
反映時点でヨソポが100万を突破した場合は殿堂入りに認定されるが、同時に100万ヨソポは没収され、突破した分以外を持ち越して予想を続行することはできない。

### 無効予想
結果確定前に不測の事態が生じた場合や、選択肢に存在しない結果が発生した場合、その予想は無効となり、賭けたヨソポはそのまま返還される。
- スポーツ競技の場合
  - 競技が中止された場合。
  - 予想対象の選手・チームが当該競技に出場しなかった場合。
  - 優勝者等が複数出た場合。
- テレビ番組の場合
  - 予想対象の番組、またはコーナーが放送中止となった場合。
- 市況の場合
  - 市場の閉鎖などで終値が確定しなかった場合。